# Michael Soul
Миха́йло Дми́трович Сосуно́в (біл. Міхаі́л Дзмі́трыевіч Сасуно́ў, нар. 4 січня 1997, Берестя, Білорусь), також відомий як Michael Soul — білоруський співак та автор пісень. З 2021 року живе та працює в Україні.

## Життєпис
Народився 4 січня 1997 року в місті Берестя (Брест), Білорусь. Мати — педагог із вокалу, батько був виконавцем і композитором. Уже в дев'ять років Михайло писав пісні та музику, закінчив музичну школу за класом скрипки.
2008 — дійшов до півфіналу в білоруському відборі на Дитяче Євробачення 2008.
2011 — учасник українського X-Фактор.
2016 — став фіналістом білоруського нацвідбору на Євробачення у складі дуету THE EM.
2016 — закінчив Мінський державний коледж мистецтв за класом естрадного вокалу.
2017 — виступив на бек-вокалі у колективу NaviBand, який представляв Білорусь на Євробаченні.
2017 — учасник шоу «Ліга сміху» у складі білоруської команди «Чайка», тренером якої був Потап.
2018 — дійшов до півфіналу українського вокального шоу-проєкту «Голос країни», де змагався в команді Тіни Кароль.
2018 — Михайлу заборонили в'їзд в Україну на три роки, проте вже через 5 місяців заборона була анульована.
2019 — брав участь у білоруському нацвідборі на Євробачення. Однак країну тоді представила на Євробаченні співачка Зена, яка посіла 24-е місце.
2021 — заявив, що проєкт Michael Soul тепер офіційно перебуватиме на території України.
2022 — став фіналістом українського нацвідбору на Пісенний конкурс Євробачення 2022. В фіналі виступив зі своєю піснею Demons, посівши 8 місце.

## Дискографія

### Мініальбоми
- INSIDE (2018)

### Сингли
| Рік  | Оригінальна назва     |
| ---- | --------------------- |
| 2015 | «Болит голова»        |
| 2015 | «Я не с тобой»        |
| 2015 | «#НаУровнеЧувства»    |
| 2018 | «Твои сны»            |
| 2018 | «Higher»              |
| 2019 | «Black Friday»        |
| 2019 | «Humanize»            |
| 2021 | «Demons»              |
| 2022 | «Тільки Тобі»         |
| 2022 | «Шлях»                |
| 2023 | «idon'twannabelonely» |

### Відеокліпи
| Рік  | Назва                     | Посилання        |
| ---- | ------------------------- | ---------------- |
| 2018 | Higher (Lyric video)      | Відео на YouTube |
| 2019 | Humanize (Lyric video)    | Відео на YouTube |
| 2020 | 4U                        | Відео на YouTube |
| 2021 | Heartbreaker              | Відео на YouTube |
| 2022 | Тільки тобі (feat Jusona) | Відео на YouTube |
| 2022 | Demons                    | Відео на YouTube |